# Unione Nazionale Africana di Zimbabwe - Fronte Patriottico
L'Unione Nazionale Africana di Zimbabwe - Fronte Patriottico (in inglese Zimbabwe African National Union – Patriotic Front, ZANU-PF) è un partito politico dello Zimbabwe.

## Storia
Nel 1976 la ZANU (Unione Nazionale Africana di Zimbabwe), socialisti filo-sovietici, e la ZAPU (Unione Popolare Africana di Zimbabwe), socialisti filo-cinesi, avevano dato vita ad un accordo politico-militare, il Fronte Patriottico. L'accordo era finalizzato a spodestare il governo in carica e portare al potere la popolazione nera. L'accordo determinò la frattura della ZANU tra i sostenitori di Robert Mugabe, favorevoli alla lotta armata (ZANU-PF) ed i sostenitori del reverendo Ndabaningi Sithole, contrari all'uso della violenza (ZANU-Ndonga).
Nel 1980 il ZANU-PF vinse ampiamente le elezioni, suscitando le accuse di brogli da parte del PF-ZAPU.
Nel 1987 il PF-ZAPU ed il ZANU-PF si fusero nell'Unione Nazionale Africana di Zimbabwe - Fronte Patriottico, dichiaratamente marxista-leninista. Mugabe fu nominato presidente e Joshua Nkomo (PF-ZAPU) vicepresidente.
All'inizio della propria attività il ZANU-PF si caratterizzò come quella di un qualsiasi partito comunista in un sistema multi-partitico. Con il passar del tempo, Mugabe diede al partito connotati sempre più populisti e leaderistici, gestendo il potere in modo dispotico ed autoritario. Alle presidenziali del 1990, Mugabe ottenne l'83% dei voti, superando di gran lunga il candidato del Movimento Unito Zimbabwe. Alle legislative dello stesso anno, il ZANU-PF ottenne l'80% dei voti eleggendo 117 seggi su 120, gli altri andarono 2 al MUZ ed 1 al ZANU-Ndonga. Le elezioni del 1995 confermarono sostanzialmente quelle precedenti: ZANU-PF, 81,3%; ZANU-Ndonga, 6,9%; Forum Partito dello Zimbabwe, 5,9%. Le presidenziali del 1996 videro la vittoria di Mugabe con il 92% dei voti. Si era ormai chiaramente in un sistema mono-partitico.
Nel 2000 Mugabe cercò di modificare la Costituzione. Ma al Referendum confermativo prevalsero i NO, con il 54,6%. Ciò incrinò il rapporto tra Mugabe e parte degli esponenti del proprio partito, oltre che rafforzare l'opposizione, traumatizzata dal risultato del 1996. Infatti, alle legislative dello stesso anno il ZANU-PF ottenne il 48,6% dei voti. Ciò nonostante riuscì a mantenere la maggioranza parlamentare, 62 seggi su 120. La nuova forza di opposizione il Movimento per il Cambiamento Democratico (MDC) ottenne il 47% e 57 seggi.
Nel 2002 Mugabe vinse le elezioni presidenziali con il 56% dei consensi, precedendo i candidati del MDC, 42%, e quello del ZANU-Ndonga, 1%. Alle elezioni parlamentari del 2005 il ZANU-PF ottenne il 59,6% dei suffragi e 78 seggi su 150, consolidando così il proprio potere. Soprattutto a partire dal 2005, il partito ha gradualmente messo da parte la sua tradizionale retorica marxista, avvicinandosi a posizioni più affini al nazionalismo.

## Ideologia
Ufficialmente, il ZANU-PF ha un'ideologia di sinistra e mantiene una commissione centrale.

### Ridistribuzione delle terre
Mugabe portò avanti una politica populista di sinistra grazie alla ridistribuzione delle terre negli anni 2000, incoraggiando la vendita dei terreni agricoli spesso posseduti dalla minoranza bianca ''per il benessere della maggioranza nera senza terre'', il discorso di inaugurazione del presidente Mnangagwa ha messo in discussione il sostegno del governo a questa riforma poiché ha affermato: ''il governo è impegnato a lavorare su un piano di compensazione per gli ex proprietari terrieri''.
L'acquisizione obbligatoria dei terreni senza una compensazione fu interrotta agli inizi del 2018, sempre nel 2018 Mnangagwa ha affermato che : ''tutti gli investimenti stranieri saranno protetti in Zimbabwe'' per ''aumentare la produzione e attirare nuovi investimenti nel paese''

## Organizzazione e Struttura
Secondo la costituzione dello ZANU-PF, lo ZANU-PF ha una struttura gerarchiale costituita da: (1) il Congresso Nazionale del Popolo, (2) la Conferenza Nazionale del Popolo, (3) la Commissione Centrale, (4) l'Assemblea Nazionale, (5) l'Assemblea Nazionale delle Donne, (6) l'Assemblea Nazionale dei Giovani, (7) le Commissioni provinciali per la Coordinazione, (8) i Concilii Provinciali Esecutivi, (9) le Commissioni distrettuali, (10) le Commissioni, (11) le Commissioni dei Villaggi.
l'attuale segretario dello ZANU-PF, rieletto dopo il Congresso Elettivo del partito il 28 ottobre 2022, è il presidente Emmerson Mnangagwa, gli altri membri a capo del partito come ordinato da Mnangagwa sono i sotto-segretari Constantino Chiwenga e Kembo Mohadi ma anche il governatore Oppah Muchinguri
Il partito ha un'organizzazione femminile e giovanile e una dedicata ai veterani di guerra creata nel 2022 il 9 settembre

## Evoluzione politica
Le nuove consultazioni legislative si sarebbero dovuto svolgere nel 2010, ma per effettuarle contemporaneamente alle presidenziali vennero anticipate al 2008. Le elezioni del 2008 videro un vero e proprio terremoto politico. Il Movimento per il Cambiamento Democratico, presentatosi con due liste una guidata da Morgan Tsvangirai e l'altra da Arthur Mutambara, ottenne complessivamente il 51,6% dei voti ed elesse 110 deputati su 210. Nel Senato, invece, MDC e ZANU-PF ottennero 30 seggi ciascuno. Alle presidenziali Tsvangirai ottenne il 47,9%, contro il 43,2% di Mugabe. Terzo incomodo Simba Makoni, indipendente già esponente del ZANU-PF, con l'8,3%.
I sostenitori di Tsvangirai accusarono apertamente la Commissione elettorale di brogli, in quanto il candidato di MDC avrebbe ottenuto la maggioranza assoluta dei seggi. Il ballottaggio si svolse in un clima infuocato, con numerose violenze ai danni dei militanti di MDC. Tsvangirai, per evitare ulteriori violenze, preferì inviate i propri sostenitori a non partecipare al ballottaggio. Al ballottaggio Mugabe, privato di concorrenti effettivi, ottenne l'85% dei consensi.
Alle successive elezioni del 2013, Mugabe ottenne il 61,9% dei voti contro il 34,4% di Tsvangirai.
Il 19 novembre 2017, pochi giorni dopo il colpo di Stato militare contro Mugabe, quest'ultimo viene espulso dal partito, sostituito da Emmerson Mnangagwa, ex Ministro della Difesa che godeva dell'appoggio delle Zimbabwe Defence Forces.
Con l'ascesa al potere di Mnangagwa poco cambia nel sistema politico dello Zimbabwe, ancora dominato in modo dispotico dallo ZANU-PF, dal lato delle libertà civili e politiche non c'è nessun miglioramento e permane un forte autoritarismo, riguardo all'economia la situazione rimane disastrosa.
Mnangagwa vinse le elezioni del 2018 e del 2023, contestate entrambe dall'opposizione guidata da Nelson Chamisa, che le definì fraudolente.